# البنس
البنس (به فرانسوی: Albens) یک کمون در فرانسه است که در Canton of Albens واقع شده‌است.

## خصوصیات
البنس ۱۵٫۳ کیلومترمربع مساحت و ۳٬۰۸۸ نفر جمعیت دارد.